# Ángel Bocanelli
Héctor Angel Boccanelli (El Pueblito, Argentina; 22 de enero de 1953) es un exfutbolista argentino que se desempeñaba como wing derecho. Destacó principalmente en Talleres.

## Clubes
Ángel Héctor Bocanelli integró los siguientes equipos:
| Club                   | País      | Año       |
| ---------------------- | --------- | --------- |
| Club Atlético Talleres | Argentina | 1973-1981 |
| Club León              | México    | 1981-1982 |
| Vélez Sarsfield        | Argentina | 1982      |
| Unión Magdalena        | Colombia  | 1983      |
| Club Atlético Talleres | Argentina | 1984      |
| Ferro de General Pico  | Argentina | 1984      |

## Palmarés

### Títulos como jugador

#### Títulos nacionales
| Equipo   | País      | Título         | Año  |
| -------- | --------- | -------------- | ---- |
| Talleres | Argentina | Copa Hermandad | 1977 |

## Palmarés

### Títulos nacionales
| Equipo   | País      | Título         | Año  |
| -------- | --------- | -------------- | ---- |
| Talleres | Argentina | Copa Hermandad | 1977 |